# História da arte em Portugal
A História da Arte, no caso particular de Portugal, pode dividir-se em:
| Arte da Pré-História em Portugal  | |
|                                   | Arte do Paleolítico (arte rupestre) Arte megalítica ( lista de monumentos megalíticos) />Arte da Idade do Bronze e Arte da Idade do Ferro                     |
| Arte antiga em Portugal           | |
|                                   | Arte romana |
| Arte medieval em Portugal         | |
|                                   | Arte da Alta Idade Média - Arte paleocristã, Arte visigótica, Arte islâmica e Arte moçárabe Românico Gótico e Manuelino                                       |
| Arte na Idade Moderna em Portugal | |
|                                   | Renascimento Maneirismo Barroco Rococó |
| Arte moderna em Portugal          | |
|                                   | Neoclassicismo Romantismo - Neogótico, Estilo neomanuelino, Neo-árabe Naturalismo Arquitectura do ferro Arte nova e Art déco Modernismo e Arte do Estado Novo |
| Arte contemporânea                | |
|                                   | Arte Pós 25 de Abril |